# LIFE 6 SENSE
『LIFE 6 SENSE』（ライフ・シックス・センス）は、UVERworldの6枚目のオリジナルアルバム。2011年6月1日にgr8!recordsから発売された。

## 概要
本作のリリースにあたり、6に関する事象が重なったため、タイトルに6を入れている（"6枚目"のアルバム・"6月"発売・一部楽曲に"6人目"のメンバーである誠果の参加・メジャーデビュー"6年目"）。
3曲（「いつか必ず死ぬことを忘れるな」「一石を投じるTokyo midnight sun」「ace of ace」）がリードトラックとなっており、いずれも「CORE PRIDE」のPV同様、神奈川県川崎市宮前区にあるAvaco Studio（さぎ沼スタジオ）での生演奏シーンを用いたPVが製作されている。本作の発売から約1か月後（2011年7月2日）には、同スタジオにて撮影されたPVや収録風景をまとめた模様を、MUSIC ON! TVで放送。当該映像は7thアルバム『THE ONE』の初回生産限定盤に付属するDVDに収録された。
2011年5月31日付のオリコンアルバムデイリーチャートにて2位を獲得。初日のみで約4万枚を売り上げ、前作『LAST』を約1万枚上回った。6月13日付の週間アルバムチャートでは95,235枚の初動売上を記録。『LAST』の81,210枚を上回り初登場2位となった。
2011年度の年間順位では49位。アルバム作品の年間順位では最高を記録した。
キャッチコピーは『まだまだ、行けるぞ。』

## 収録内容
| 全作詞: TAKUYA∞、全編曲: UVERworld & 平出悟。 |                                     |           |              |      |
| #                                             | タイトル                            | 作詞      | 作曲         | 時間 |
| 1.                                            | 「CORE PRIDE」                      | TAKUYA∞   | 彰 / TAKUYA∞ | 4:18 |
| 2.                                            | 「いつか必ず死ぬことを忘れるな」    | TAKUYA∞   | 彰 / TAKUYA∞ | 3:48 |
| 3.                                            | 「一石を投じる Tokyo midnight sun」 | TAKUYA∞   | TAKUYA∞      | 4:20 |
| 4.                                            | 「ace of ace」                      | TAKUYA∞   | TAKUYA∞      | 3:20 |
| 5.                                            | 「NO.1 (album ver.)」               | TAKUYA∞   | UVERworld    | 4:54 |
| 6.                                            | 「クオリア」                        | TAKUYA∞   | UVERworld    | 4:30 |
| 7.                                            | 「シークレット」                    | TAKUYA∞   | 彰 / TAKUYA∞ | 3:48 |
| 8.                                            | 「勝者臆病者」                      | TAKUYA∞   | TAKUYA∞      | 3:20 |
| 9.                                            | 「6つの風 (album ver.)」            | TAKUYA∞   | UVERworld    | 3:26 |
| 10.                                           | 「一億分の一の小説」                | TAKUYA∞   | UVERworld    | 4:34 |
| 11.                                           | 「MONDO PIECE」                     | TAKUYA∞   | UVERworld    | 5:28 |
| 12.                                           | 「白昼夢」                          | TAKUYA∞   | UVERworld    | 3:20 |
| 合計時間:                                     | 合計時間:                           | 合計時間: | 49:06        |      |

| #  | タイトル                                        | 作詞 | 作曲・編曲 |
| -- | ----------------------------------------------- | ---- | ---------- |
| 1. | 「Music Video」                                 |      |            |
| 2. | 「special core abilities [short edition]」      |      |            |
| 3. | 「LAST Tour 2010 Zepp Tokyo 2010.07.07 Digest」 |      |            |

## 楽曲・内容解説

### CD
CORE PRIDE
19thシングル。TBS・MBS系アニメ『青の祓魔師』オープニングテーマ。
仮タイトルは「SIX」。
いつか必ず死ぬことを忘れるな
仮タイトルは「LIFE」。本作の発売は6月だが、同年3月11日に起きた東日本大震災以前に制作されている。大震災の影響もあり、アルバムへの収録が審議されたが、今だからこそ収録すべき楽曲という結論に至った。真太郎曰く「このアルバムを通して、メッセージが一番ストレート」。
一石を投じる Tokyo midnight sun
TAKUYA∞が10代のころから好んでいたR&B・HIP HOPをベースに作曲された。
ace of ace
三重県にある鈴鹿サーキットからイメージを膨らませ完成した楽曲。真太郎がドラムで苦戦した一曲であり、イメージ通りのドラミングが難しかったと語る。「47/47 TOUR 2011」ではアルバム発売に先がけて披露された。ライブではイントロを追加して演奏されることが多い。
NO.1 (album ver.)
17thシングルのアルバムバージョン。冒頭の台詞と1番サビ前まで歌詞がカットされている。
クオリア
16thシングル。映画『劇場版 機動戦士ガンダム00 -A wakening of the Trailblazer-』主題歌。
シークレット
TAKUYA∞の男友達の実体験が歌詞のモチーフ。
勝者臆病者
メンバー曰く「真面目にふざけた曲」。曲中に「金の斧銀の斧」や「鶴の恩返し」等の童話が登場する。
6つの風 (album ver.)
17thシングル「NO.1」収録曲のアルバムバージョン。シングル版と比較しテンポが速くなり、打ち込みも多用されよりデジタル寄りのサウンドとなっている。
一億分の一の小説
東日本大震災発生後、ファンから貰った小説を読んだ際に起きたある出来事をもとに歌詞が書かれている。制作中は何度もアレンジを変え、当初の雰囲気から大きく姿を変えた楽曲。自分たちの納得する形になるまで練り上げられた。信人曰く「展開も多く、それをまとめるのが大変だった」。
MONDO PIECE
18thシングル。本来はシングルカットされず、アルバムのみの収録予定だった。
仮タイトルは「3peace」「辿り着くべき場所」。
白昼夢
『一億分の一の小説』と同じく、東日本大震災発生後に歌詞が書かれている。TAKUYA∞曰く「いつもと違う歌い方なのは、上手さや喉を鳴らす場所を意識せずとにかく大きい声を出すように心がけたから」。歌詞には、嫌な出来事を忘れさせる歌ではなく、嫌な出来事に立ち向かって行けるようにという思いが込められている。

### DVD
Music Video
「GOLD」「クオリア」「NO.1」「MONDO PIECE」のPVを収録。
special core abilities [short edition]
かつてバンドの公式HPにて公開されていた「core abilities」の短縮版。2010年に行われた全国ライブツアー『UVERworld LAST Tour 2010』の代々木第一体育館でのライブとインタビューを織り交ぜた映像になっている。
LAST Tour 2010 Zepp Tokyo 2010.07.07 Digest
『UVERworld LAST Tour 2010』の追加公演で行われたZepp Tokyoでのライブ映像のダイジェスト版。

## 演奏
- SEIKA：Sax (#1.3)
- 中西康晴
  - Piano (#1.6.7)
  - Organ (#3)
  - Rhodes (#3.7)
- asami：Female Vocal (#3)
- 弦一徹ストリングス：Strings (#5.6.7.12)